# Río Mazores
Es un río español afluente del río Guareña (Cuenca del Duero, subdivisión Bajo Duero).
Entra dentro de la zona ZEPA "Tierra de Campiñas" y la ZEPA "Llanuras del Guareña". Es también límite hidrogeológico por el oeste del masa de agua subterránea de Medina del Campo (junto con el Guareña) a la que pertenecen los ríos Valtodano, Zapardiel, Trabancos y Regamón.
Su nacimiento está en los términos municipales de Aldeseca de la Frontera y El Campo  de Peñaranda.En la pedanía de Aldeayuste,su cauce de agua  fluye todo el año